# Elena Lizzi
Elena Lizzi (San Daniele del Friuli, 30 ottobre 1967) è una politica italiana.

## Biografia
È stata assessore alle Pari Opportunità presso il Comune di Udine.
Nel 2019 viene eletta eurodeputata con la Lega nella circoscrizione dell'Italia nord-orientale con 25.307 preferenze. Viene ricandidata alle elezioni europee del 2024, ottenendo 11.614 voti, senza tuttavia essere eletta.